# FT8

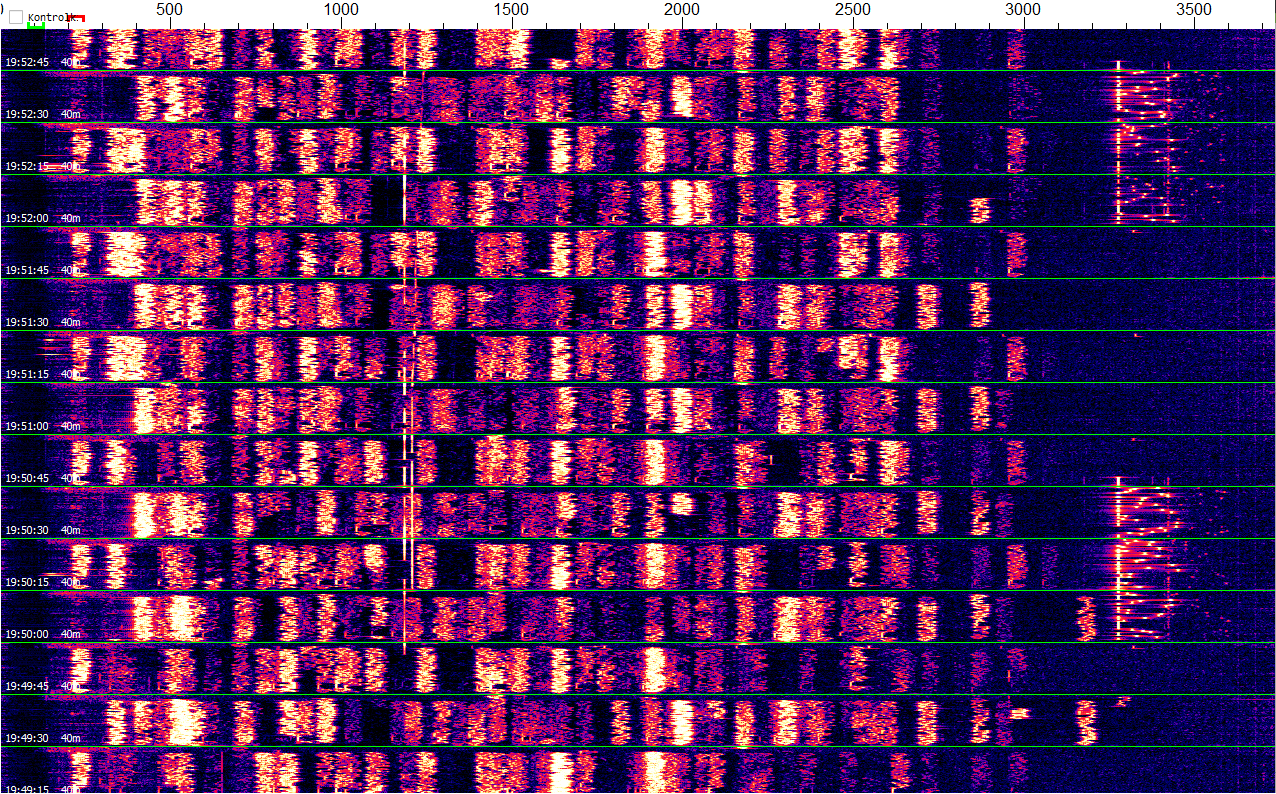
Сигналы FT8 на Водопадный график

FT8 (сокращение от Franke-Taylor design, 8-FSK modulation) — это цифровой режим радиосвязи с частотной манипуляцией, используемый радиолюбителями по всему миру. Этот режим был впервые представлен публике своими создателями Джо Тейлором (K1JT), и Стивом Франке (K9AN) 29 июня 2017 года в составе программного пакета WSJT. FT8 в течение двух лет завоевал широкую популярность, став самым распространённым цифровым режимом любительской радиосвязи на основании как статистики от автоматических сетей, таких как PSK Reporter, так и клубной статистики. К 2021 году FT8 обогнал по популярности все прочие радиолюбительские режимы связи, вместе взятые.

## Введение
FT8 — это режим цифровой связи для слабых сигналов, популярный среди радиолюбителей для проведения радиосвязей, в частности, на коротких волнах. Этот режим позволяет операторам проводить дальние радиосвязи в неблагоприятных условиях, таких как низкая солнечная активность, высокий уровень радиопомех или работа с малой мощностью передатчика. Благодаря современным достижениям в области обработки сигналов, программное обеспечение может декодировать сигналы FT8 при отношении сигнал/шум до минус 20 дБ в полосе 2500 Гц, что значительно ниже, чем необходимое отношение с/ш для традиционных CW или SSB передач.
Программное обеспечение для проведения радиосвязей по протоколу FT8 написано под все популярные операционные системы, включая iOS и Android.
Некоторые модели КВ-трансиверов имеют возможность декодирования сигналов FT8 без использования компьютера.

## Принцип работы
FT8 использует 77-битные блоки сообщений, передаваемые в фиксированные 15-секундные интервалы, состоящие из 12,64 секунд передачи и 2,36 секунд декодирования, что обеспечивает скорость передачи данных 6,09 бит/с. Эффективная пропускная способность эквивалентна примерно 5 словам в минуту. Требуемое соотношение сигнал/шум в полосе 2500 Гц составляет минус 21 дБ, поэтому соответствующее Eb/N0 на 10 log10(2500/6,09) = 26,1 дБ выше, то есть −21 дБ + 26,1 = 5,1 дБ.
Хотя передача FT8 происходит в строго определённые временные окна, программное обеспечение может справляться с расхождениями во времени между передающей и принимающей системами до одной-двух секунд. Если компьютерные часы периодически корректируются, этой точности достаточно для работы. Большинство пользователей FT8 используют сетевые серверы времени (NTP) или сигналы GPS для автоматической синхронизации времени с высокой точностью.
Помехоустойчивое кодирование в протоколе FT8 позволяет обеспечить надёжную связь даже в условиях слабых зашумлённых сигналов вследствие невыгодных условий распространения радиоволн, малой мощности передатчика, неэффективных антенн, замираний и помех. Если ожидаемые от корреспондента сообщения не были получены, программа для работы с FT8 может повторить их запрос в ближайшем временном интервале.
77 бит на сообщение достаточно для передачи произвольного текста длиной до 13 символов. При этом используемая схема сжатия данных сокращает количество данных, необходимых для передачи структурированных сообщений, таких как позывные, отчёты и QTH-локаторы. Однако длинные или нестандартные позывные могут вызывать проблемы из-за использования хеширования для их сокращённого представления. Ошибки декодирования и коллизии хешей иногда приводят к появлению «ложных позывных» и последующим недоразумениям.

### Список частот FT8 для связей на коротких волнах
Наиболее широко используемые частоты FT8 для радиосвязей на КВ приведены в таблице:
| Диапазон | Частота (МГц) |
| -------- | ------------- |
| 160 м    | 1.840         |
| 80 м     | 3.573         |
| 60 м*    | 5.357         |
| 40 м     | 7.074         |
| 30 м     | 10.136        |
| 20 м     | 14.074        |
| 17 м     | 18.100        |
| 15 м     | 21.074        |
| 12 м     | 24.915        |
| 10 м     | 28.074        |
| 6 м*     | 50.313        |

* Не используемые (ограниченно используемые) в России диапазоны.
Радиолюбители также могут использовать и другие частоты, например, для работы с DX-станциями или в радиоэкспедициях.

## Применение

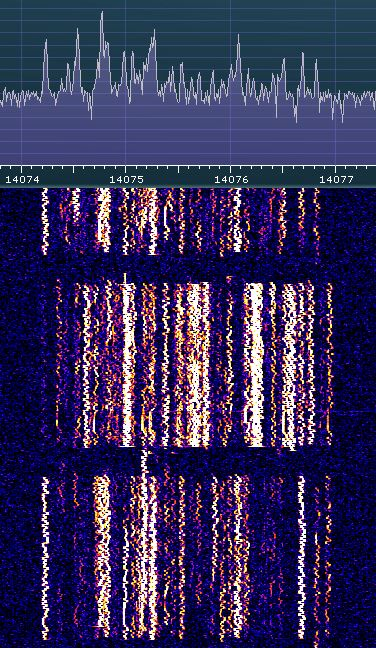
Блоки FT8 на 20-метровом диапазоне

FT8 широко используется в различных сферах радиолюбительства, включая радиоспорт, тестирование антенн и научные исследования.